# Miroslav Stevanović
Miroslav Stevanović, född 29 juli 1990 i Zvornik, Jugoslavien, är en bosnisk fotbollsspelare. Han spelar för närvarande i den spanska klubben Sevilla och i det bosniska landslaget, som mittfältare.
Säsongen 2013/2014 är Stevanović utlånad tillsammans med Manu del Moral och Alberto Botía (samtliga från Sevilla) till nykomlingen Elche.